# Papiro 49
El Papiro 49 (en la numeración Gregory-Aland), designado como {\displaystyle {\mathfrak {P}}}49, es una copia antigua del Nuevo Testamento en griego. Es un manuscrito en papiro de la Carta a los Efesios, sobrevive en una condición muy fragmentada. El manuscrito ha sido asignado paleográficamente al siglo III. Probablemente era una parte del mismo manuscrito conocido como el Papiro 65. Este vino de Egipto y fue comprado por la Biblioteca de la Universidad de Yale. Textualmente es muy cercano al Códice Sinaítico y al Vaticano. El texto del manuscrito ha sido publicado en diversas ocasiones.

## Descripción
El tamaño original de las hojas era de 18 centímetros de alto por 25 centímetros de ancho. La hoja está dañada en la parte superior, y seis líneas de su texto se han perdido. En el presente la hoja mide 20.3 cm por 13.3 cm. Los márgenes internos y externos son de 3 centímetros de ancho; los márgenes superior e inferior se han perdido.
El manuscrito ha sobrevivido en una condición fragmentada y contiene el texto de Efesios 4:16-29; 4:31-5:13. Según Kurt Aland, es uno de los tres manuscritos más antiguos con el texto de la Carta a los Efesios.
El texto está escrito en una columna por página de 29 líneas, con 38 letras por línea (como promedio). El espacio del texto ocupada alrededor de 20,5 a 12 cm. No tiene marcas de aspiraciones (espíritu áspero, espíritu suave) ni acentos. Los dos puntos (:) es el único signo de puntuación. Las letras están un poco inclinadas a la derecha; la escritura muestra la influencia de la escritura en cursivas. Fue escrito por un escriba profesional. Los nombres sagrados, (nomina sacra), están escritos de manera abreviada.
Según Comfort, el {\displaystyle {\mathfrak {P}}}49 y el {\displaystyle {\mathfrak {P}}}65 vienen del mismo manuscrito. Ambos manuscritos tiene las mismas medidas, y el mismo número de líneas por página. Ambos fueron escritos por un escritor documental, ambos manifiestan la misma formación de ciertas letras, como la titulada lambda, titulada sigma, extendida iota, y labrada ypsilon. Los nombres sagrados (nomina sacra) y las abreviaturas están escritas en la misma forma bastante inusual, una línea longitudinal en la parte superior con una tendencia a extenderse a la derecha da un valor justo por encima de la última letra de la palabra abreviada. Bradford Welles comenta que "no hay ningún caso de diferencia en la forma de las letras entre los dos papiros". Tampoco usa ligaduras. La única diferencia esta en el número de letras por página: el {\displaystyle {\mathfrak {P}}}65 tiene más letras por línea (42). La misma situación existe en el Papiro 75. El escriba del {\displaystyle {\mathfrak {P}}}75 parece haberse dado cuenta de que se estaba quedando sin hojas en su códice y agregó tres letras en cada línea e incluso líneas extra. El manuscrito podría ser uno de los manuscritos más antiguos que muestran un códice completo de Pablo, junto con el Papiro 13, Papiro 15/Papiro 16, Papiro 30, Papiro 46, y el Papiro 92.

## Texto
El texto griego de esta códice es una representación del tipo textual alejandrino. Aland lo atribuye como un “casi un texto Normal”, y lo ubicó en la Categoría I. Bruce M. Metzger lo identifica como un texto alejandrino. Según Philip Comfort y David Barrett el manuscrito muestra una profunda coincidencia con el Códice Sinaítico y el Códice Vaticano (en 14 de 16 variantes textuales).
Variantes textuales
En Efesios 4:23, el {\displaystyle {\mathfrak {P}}}49 tiene una lectura textual rara εν τω πνευματι (en espíritu) en lugar de la lectura τω πνευματι (espíritu). La lectura del códice coincide con el Códice Vaticano, Minúscula 33, 1175, 1739, 1881 y varios otros manuscritos.
Efesios 4:28, tiene una lectura textual inusual ταις χερσιν το αγαθον, coincide únicamente con el {\displaystyle {\mathfrak {P}}^{46}}, segundo corrector del Códice Sinaítico, Códice Vaticano, algunas en latín antiguo, y la vgst. El resto de los manuscritos tienen las lecturas: το αγαθον (Porphiriano, minúscula 6, 33, 1739, 1881); το αγαθον ταις χερσιν (Angelico, Athous Lavrense, 323, 326, 614, 630, 945); το αγαθον ταις ιδιαις χερσιν (Códice Mosquense I, 2495); ταις ιδιαις χερσιν το αγαθον (Códice Sinaítico, Alejandrino, Códice de Beza, Augiense, Boerneriano, 81, 104, 365, 1175, 1241, 2464, vgcl).
Efesios 5:4, tiene la lectura textual και (y), coincide con el {\displaystyle {\mathfrak {P}}^{46}}, el primer corrector del Códice Sinaítico (א1), Códice Vaticano, segundo corrector del Códice de Beza, manuscritos de la tradición textual bizantina, Peshitta, manuscritos en dialectos copto y boharic; las otras lecturas η (o) coinciden con el Códice Sinaítico, Alejandrino, Beza, Augiense, Boerneriano, Porphyriano, minúscula 81, 104, 326, 365, 1175, 1241, 1739, 2464, manuscritos en latín antiguo, sirh, y manuscritos en copto en dialecto sahidic.
Efesios 5:5, tiene la lectura ο εστιν (que es), coincide con los manuscritos: {\displaystyle {\mathfrak {P}}^{46}}, Sinaítico, Vaticano, Augiense, Boerneriano, Athous Lavrense, 33, 365, 1175, 1739, 1881, 2464, Latín antiguo, Peshitta, manuscritos en copto (Sahidic y Bohairic); las otras lecturas ος εστιν (que es) coinciden con el Códice Alejandrino, Códice de Beza, y manuscritos de la tradición textual bizantina.
Efesios 5:9, tiene la lectura textual φωτος (luz), coincide con el Códice Sinaítico, Alejandrino, Vaticano, Beza, Augiense, Boerneriano, Porphyriano, minúscula 6, 33, 81, 629, 1175c, 1739, 1881, 2464, algunos manuscritos en latín antiguo, Peshitta y manuscritos en copto. La lectura reading πνευματος (espíritu) se encuentra en los manuscritos {\displaystyle {\mathfrak {P}}^{46}}, D2, Ψ, la mayoría de manuscritos bizantinos y sirh.

## Historia
La escritura del manuscrito muestra muchas características del siglo III. Comfort fechó al manuscrito a mediados del siglo III. En la actualidad está asignado al siglo III por medio de la datación de la paleografía por el Institute for New Testament Textual Research (INTF). Probablemente fue escrito en Egipto, pero no puede ser asignado a alguna ubicación en particular.
El manuscrito fue comprado en el Cairo por la Universidad de Yale en febrero de  1931. Su procedencia antes de El Cairo no se conoce. Actualmente está guardado en la Biblioteca de la Universidad de Yale (P. Yale 415) en New Haven.
El texto de este códice fue publicado por William Hatch y Bradford Welles en 1958 (editio princeps). Kurt Aland catalogó el manuscrito en la lista de papiros del Nuevo Testamento bajo el número 49.
Susan Stephens produjo una transcripción nueva y completa del códice en 1985. Comfort y Barrett produjeron otra vez una reconstrucción nueva en 1999.
Vittorio Bartoletti (1920–1990) fue el primero en notar que el Papiro 49 y el Papiro 65 fueron producidos por el mismo escriba. Esta conclusión fue confirmada por Bradford Welles, Comfort y Barrett, y otros paleógrafos. Ellos aún los catalogaron por separado en la lista de manuscritos del INTF.

## Texto
[recto (Efe 4:16-25)]
[16] – [οικοδομην εαυτου] ε̣ν̣ αγαπ[η [17] το]υ̣το̣ ο̣υ̣ν λ̣[εγω και
μαρτυρομ]α̣ι εν κ̅ω̅ μη̣κετι υ[μας π]ε̣ρ̣[ι]π̣ατ[ειν καθ]
[ως και τα] ε̣θνη ·περιπατει εν̣ [ματαιοτ]η̣τ̣ι του
[νοος] αυτων [18] εσκοτωμενοι τη ·δ[ια]νο̣ι̣α οντες

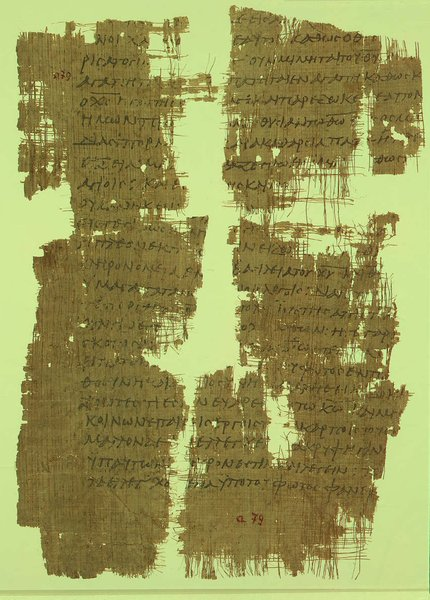
Página del verso con el texto de Efe 4:31-5:13.

[απηλ]λοτριωμ̣ενοι της ζωης του θ̅υ̅ δ̣ια την αγνοι
[αν τη]ν̣ ουσαν εν ·αυτοις δια τ̣η̣[ν πωρ]ω̣σιν της
[καρδια]ς αυ̣των̣ [19] οιτινες απηλ[γηκοτες] ε̣αυτους
[παρεδ]ω̣καν τη̣ ·α̣σελγια ε̣ι[ς] εργα̣[σιαν] α̣καθαρ
[σιας πασης εν πλεο]ν̣ε̣ξ̣ια [20] υμ̣[εις δε] ο̣υ̣χ̣ ουτως
[εμαθετε τον χ̅̅ν̅ [21] ει γε] α̣υτον ηκ̣[ουσατ]ε̣ και εν αυτω
[εδιδαχθητε καθως εστι]ν̣ α̣λ̣η̣θ̣ε̣ι̣α̣ ε̣ν̣ [τω] ι̣̅̅υ̅ [22] [α]π̣οθεσθε
[υμας κατα τη]ν̣ προ[τεραν α]ναστροφη̣[ν το]ν̣ παλαιον αν
[θρωπον τον] φ̣θ̣ε̣ι̣ρομενον κατα τα[ς ε]π̣ιθυμιας της
[απατης [23] ανα]νεο̣υσθαι δε εν τω π̅ν̣̅[ι̅ το]υ νοος ·υμων
[24] [και ενδυσασ]θ̣α̣ι̣ τ̣ον καινον ανθ̣[ρωπο]ν̣ τον κατα
[θ̅ν̅ κτισ]θ̣εντ̣α εν δικαιοσυνη̣ τ̣ι̣ της αλη
[θειας [25] δι]ο̣ αποθ̣εμενοι το ψευδ̣[ος λαλει]τ̣[α]ι̣ ·αληθειαν
[εκαστος μ]ε̣τ̣α του̣ πλησιον αυτ̣[ου οτι εσμεν] α̣λ̣λ̣η̣λ̣ων
[μελη [26] ο]ρ̣γιζ̣ε̣σθαι και μη̣ αμαρ̣τ̣αν[ετ]α̣ι ο ηλιος
[μη επ]ι̣δυετω επι παρο̣[ργ]ι̣σμω ·υμω̣ν̣ [27] μηδε
[διδοτε τ]οπον τω διαβολ̣ω̣ [28] ο κλεπτων μηκετει
[κλεπτετ]ω μαλλον δ[ε κ]ο̣πιατω εργ̣[α]ζ̣ομενος
[ταις χερσι]ν̣ το ·αγαθον ινα εχη με̣[τα]δ̣ιδο̣να̣ι
[τω χρεια]ν̣ ·εχοντι [29] πας λογος σαπρος [ε]κ̣ του στομα
τος υμων
[verso (Efe 4:29-5:13)]
ρισατο ημ[ιν [1] γιν]ε[σθ]ε̣ ουν μιμηται του θ̅υ̅ ω̣ς̣ τ̣ε̣[κνα] αγα
πητα [2] κα̣[ι] π̣ε̣[ρι]πατειται εν αγαπη καθως κ[αι]
ο χ̅ς̅ ηγαπησε[ν] ·[ημ]ας και παρεδωκε[ν] εαυτον [υπερ]
ημων πρ̣ο[σφορα]ν̣ κ̣α̣ι θυσιαν τω θ̅ω̅ ε̣[ι]ς̣ οσμη[ν ·ευω]
διας [3] πορν[εια] [δε] κ̣αι ακαθαρσια πασα̣ η ·π̣λ̣ε[ο
ν]εξεια μη̣δ̣[ε ονο]μ̣αζεσθω εν υμιν̣ [κ]α̣θως π[ρεπει] ·
αγιοις [4] και εσ̣[χροτ]ης και μ̣ω̣[ρολογια η ευτραπελια α]
ουκ α̣νηκεν̣ α̣λ̣λ̣[α μ]α̣λ̣[λον ευχαριστια [5] τουτο γαρ]
ειστε γιν̣ωσκ̣[ο]ντ̣[ες] οτι π̣α̣[ς πορνος η ακ]α[θαρτος]
η πλεονεκτη̣ς̣ ο̣ [εσ]τ̣ιν ειδωλο̣λ̣α̣τ̣ρ̣η̣ς̣ ου̣[κ εχει]
κληρονομεια εν̣ [τη] βασιλεια του χυ̅ κ̣α̣ι θ̅υ̣̅ [6] [μηδεις]
υμας απ̣ατατ̣ω̣ [κε]ν̣οις ·λογοις δια τ̣α̣υτ̣α̣ [γαρ ερχε]
τε η̣ οργη του̣ θ̣[υ̅ επι] τους̣ υ̣ιο̣υς της απισ̣τι̣α[ς [7] μη]
ουν γινεσθ̣[ε συμμετ]οχ̣[οι] ·α̣υ̣των [8] ητε γαρ π̣[οτε]
σκοτος ν[υν δε φω]ς̣ ε̣ν̣ ·κ̅ω̅ ως̣ τεκ̣[ν]α φ̣[ωτος πε]
ριπατειτ̣ε̣ [9] [ο γαρ] [καρπ]ο̣ς̣ τ̣ο̣υ φωτος εν πα̣[ση αγα]
θοσυνη και δ̣[ικα]ιοσυν̣η κ̣α̣ι̣ αληθεια [10] δ̣οκι[μα]
ζοντες τι εστ̣[ι]ν ευα̣ρεσ[το]ν̣ τω κ̅ω̅ [11] και μη [συγ]
κοινωνειται το̣ις εργοις τ[οις] α̣καρποις του σ̣κ̣[οτους]
μαλλον δε κ̣[α]ι̣ ελλεγχετ̣[ε] [12] τ̣α κρυφη γινο̣[μενα]
υπ ·αυτων [αι]σχ̣ρον εστιν και ·λεγειν [13] τα̣ [δε] [παν]
τα ελλεγχο[μ]ενα υπο του φωτος φανερ[ουται]

## Lectura adicional
- W. H. P. Hatch y C. Bradford Welles, A Hitherto Unpublished Fragment of the Epistle to the Ephesians, Harvard Theological Review LI (1958), pp. 33–37.
- Comfort, Philip W.; David P. Barrett (2001). The Text of the Earliest New Testament Greek Manuscripts. Wheaton, Illinois: Tyndale House Publishers Incorporated. pp. 355-361. ISBN 978-0-8028-4098-1.